# 엔칠라다

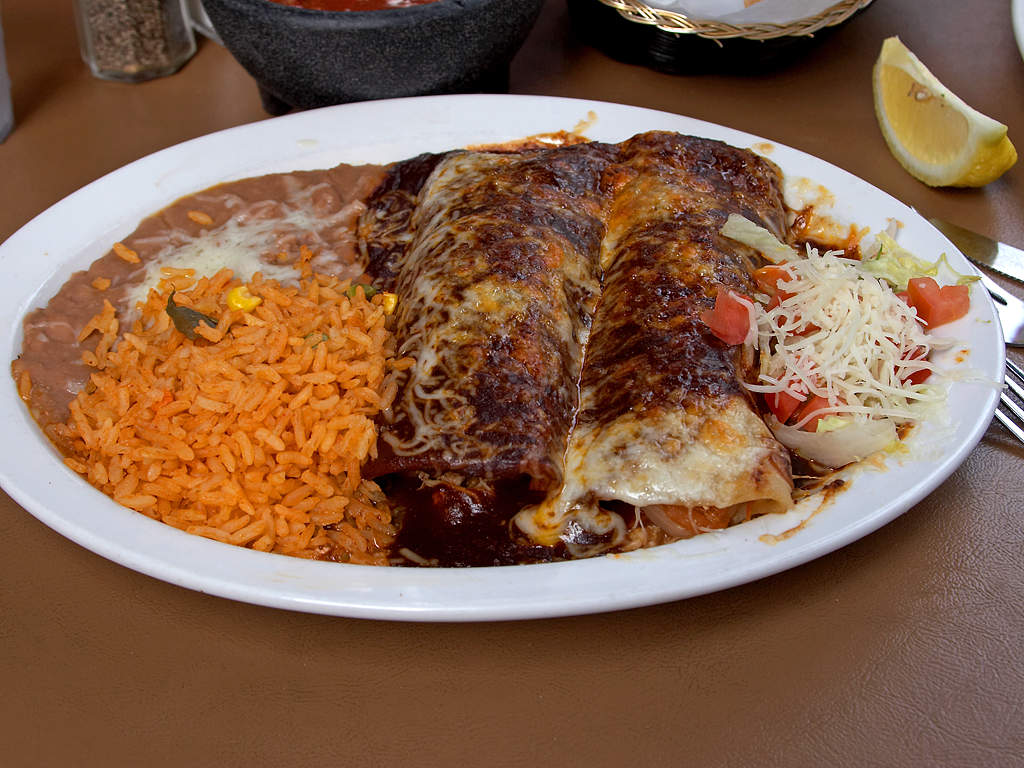
소스를 뿌린 엔칠라다. 주로 으깬 콩, 스페인 쌀이 함께 나온다.

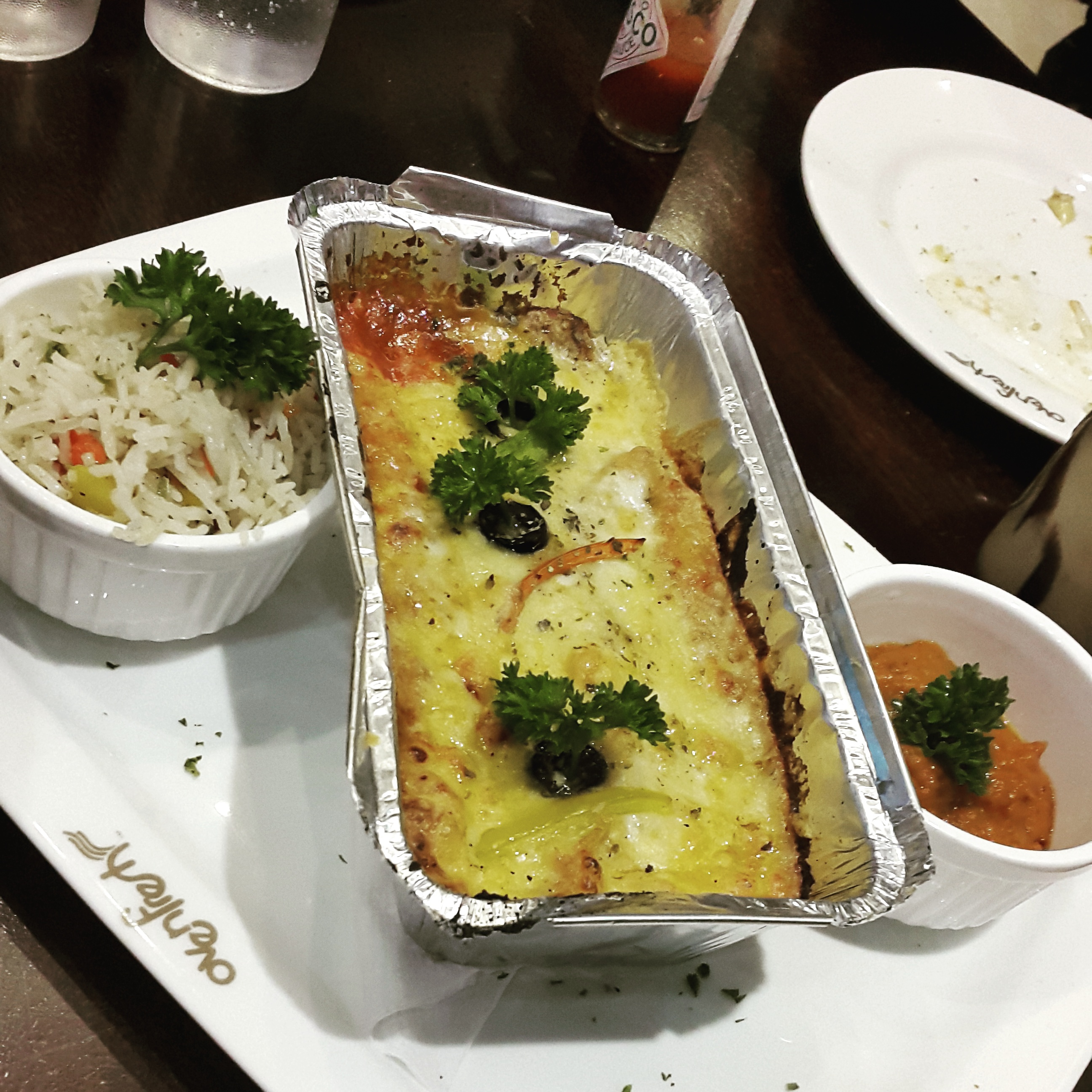
엔칠라다

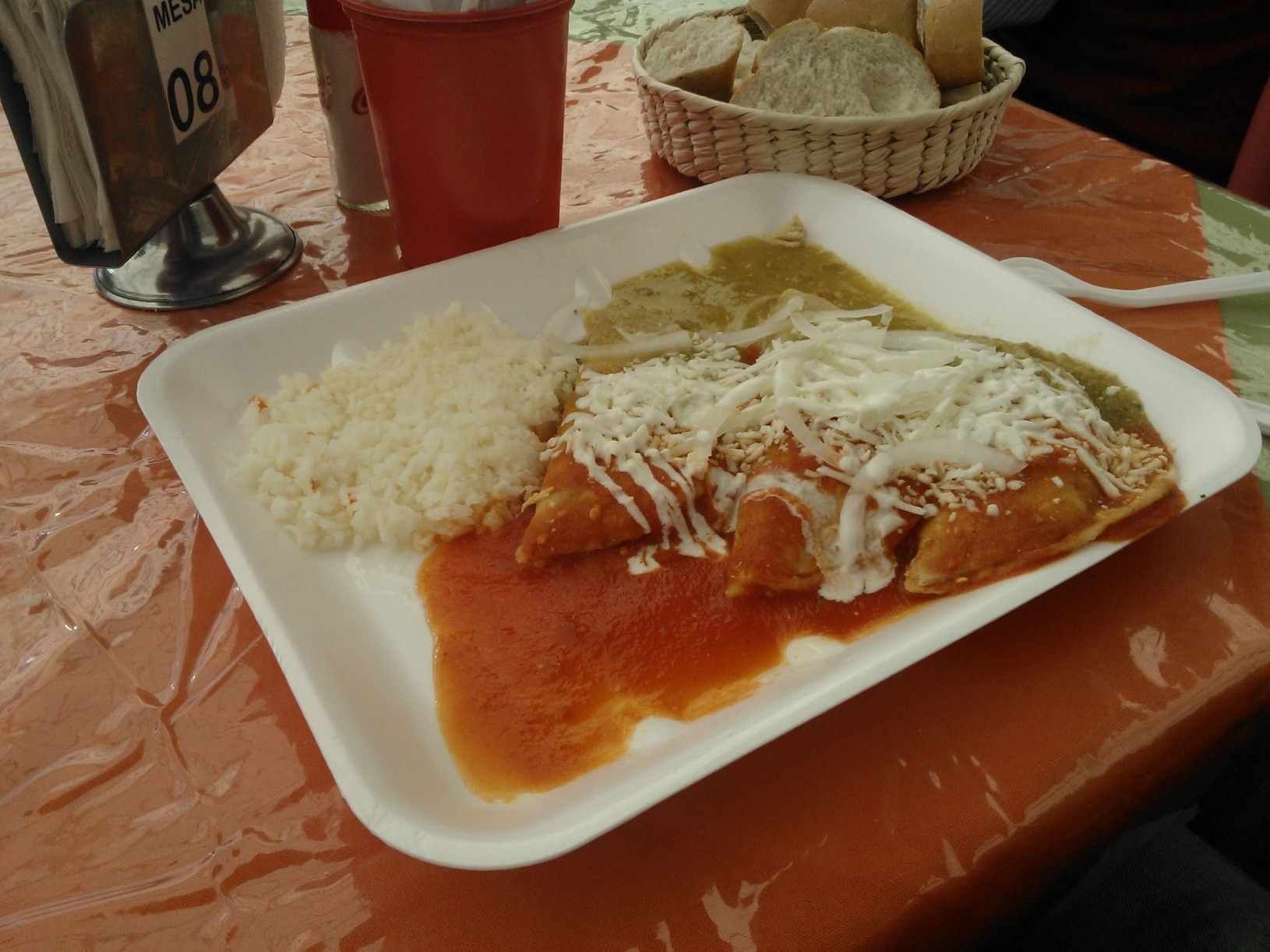
녹색& 적색 소스를 뿌린 엔칠라다

엔칠라다(스페인어: enchilada IPA: [entʃiˈlaða])는  토르티야에 (만두처럼) 소를 넣고 말은 뒤 매운 고추 소스를 뿌려 먹는 음식이다. 고기, 치즈, 콩, 감자, 채소, 해산물 등으로 엔칠라다의 소를 만든다. 또 취향에 따라 치즈, 사워크림, 상추, 올리브, 다진 양파, 고추, 고수 잎 등을 엔칠라다 위에 얹어서 먹는다.

## 어원
스페인 한림원은 엔칠라다라는 단어를, 옥수수 토르티야에 고기를 채워 말은 뒤 토마토와 매운 고추 소스를 덮어 먹는 요리로 코스타리카와 엘살바도르, 과테말라, 온두라스, 멕시코, 니카라과에서 사용된다고 정의한다.
엔칠라다는 "고추 (양념)를 더하다"는 뜻의 동사 엔칠라 (enchilar)의 과거형으로서, 글자 그대로 해석하면 "고추로 양념(또는 장식)하다"라는 뜻이다.

## 역사
엔칠라다는 토르티야에 다른 음식을 돌돌 말아먹는 관습이 마야 시대부터 전해 내려오는 멕시코에서 만들어졌다.
멕시코 분지의 호수 지역에 살던 사람들은 전통적으로 토르티야에 작은 물고기를 넣고, 접거나 말아서 먹었다. 스페인 정복기에 베르날 카스틸로(Bernal Díaz del Castillo)가 남긴 문헌에 따르면 유럽인들은 꼬요아깐(멕시코시티의 한 구)에서 에르난 코르테스가 베푼 만찬을 즐겼는데, 옥수수 토르티야로 만든 음식이 언급되어 있다.
엔칠라다는 1831년 출판된 멕시코 최초의 요리책 멕시코의 주방장 (El cocinero mexicano)에서 언급이 되었고, 1845년 마리아노 리베라(Mariano Galvan Rivera)가 쓴 요리책 Diccionario de Cocina에서도 소개가 되었다.

## 종류
멕시코의 길거리 노점에서 파는 엔칠라다는 옥수수 토르티야에 아무런 재료를 넣지 않고 칠리 소스에 찍어먹는 간단한 음식이다.
엔칠라다는 소스, 안에 들어가는 재료, 모양에 따라 많은 종류가 있다. 조리법을 설명하기 위해 지명이나 재료를 뜻하는 수식어가 붙는다. 몇가지 예를 들면:
- 엔토마타다(Entomatada): 고추대신 토마토 소스를 이용한 엔칠라다.
- 엔프리홀라다스(Enfrijoladas): 고추 소스대신, 으깬 콩(refried beans)을 얹은 엔칠라다.[13]
- 엔칠라다 베르데스(Enchiladas verdes): 토마토와 녹색 고추를 이용해 만든 엔칠라다.[14]
- 엔칠라다 수이사스(Enchiladas suizas): 크림 소스를 얹은 엔칠라다.[15]
- 엔칠라다 콘 몰레(Enchiladas con mole): 몰레(mole) 소스를 이용한 엔칠라다.

### 코스타리카 엔칠라다
코스타리카에서 엔칠라다는 타바스코 소스등으로 양념한 다진 토마토를 넣고 구운 매콤한 맛의 페이스트리빵이다. 출저필요 보통 오후의 휴식 시간에 커피와 함께 먹는데, 대부분의 제과점에서 이 빵을 만든다. 토마토 대신 매콤하게 양념이 된 닭고기나 다진 고기를 넣고 만들수도 있다. 출저필요 

### 온두라스 엔칠라다
온두라스의 엔칠라다는 멕시코의 그것과 모양과 맛이 상당히 다르다. 온두라스에서는 옥수수 토르티야를 말아서 엔칠라다를 만드는 것이 아니라, 납작하게 튀긴 옥수수 토르티야 위에 갈은 소고기와 (양배추와 토마토) 샐러드, 토마토 소스(케첩, 버터, 커민), 치즈 가루를 얹어 만든다. 온두라스 엔칠라다는, 또다른 남미·멕시코 음식인, 토스타다(tostada)와 모양과 맛이 비슷하다. 

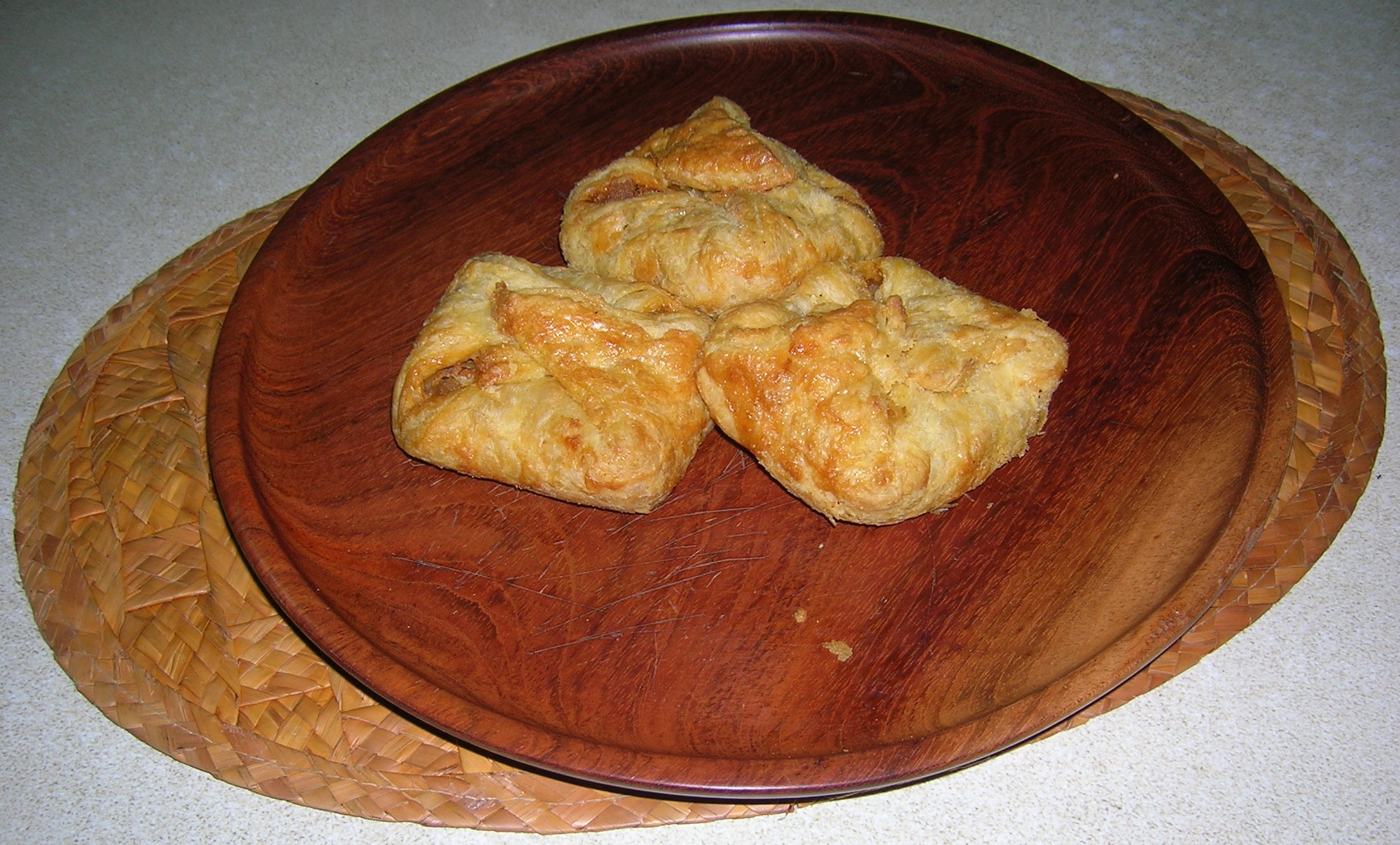
코스타리카 엔칠라다
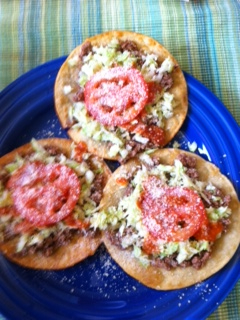
온두라스 엔칠라다

### 기타
엔치리토(Enchirito)는 타코벨에서 등록한 텍스멕스 스타일의 엔칠라다 제품 이름이다. 엔치리토는 타코 소스로 양념한 소고기와, 콩, 체더 치즈, 소스를 밀가루 토르티아에 채워 판매된다.

## 같이 보기
- 멕시코 요리
- 텍스멕스